# Manchester-Triage-System
Das Manchester-Triage-System (MTS) ist ein standardisiertes Verfahren zur systematischen Ersteinschätzung der Behandlungsdringlichkeit in der Notaufnahme. Speziell geschulte Pflegekräfte teilen dabei neu eintreffende Patientinnen und Patienten nach ihren Symptomen in eine von fünf Dringlichkeitsgruppen ein. Ziel ist die schnelle Festlegung von sicheren und nachvollziehbaren Behandlungsprioritäten.
Im Gegensatz zur Triage in Kriegs- oder Katastrophenfällen wird dabei davon ausgegangen, dass alle eintreffenden Patienten innerhalb eines bestimmten Zeitfensters tatsächlich behandelt werden können; eine Gruppe „Sterbender“, die nicht behandelt wird, ist demnach nicht vorgesehen. Im angloamerikanischen Sprachraum wird der Begriff „Triage“ für beide Ansätze genutzt, während im Deutschen „Triage“ eher für präklinische und Katastrophenfälle und „Ersteinschätzung“ für die routinemäßige klinische Priorisierung verwendet wird.

## Verbreitung
Beginnend mit ersten Einführungen 1995 in Manchester, fand es binnen kurzem auch außerhalb der britischen Insel Verbreitung. Mittlerweile findet es Anwendung in Australien, Brasilien, Deutschland, Irland, Italien, Japan, Kanada, Mexiko, Neuseeland, Niederlande, Norwegen, Österreich, Portugal, Schweden, Schweiz, Spanien, Tansania.
In Deutschland begann die Einführung 2004 in den städtischen Kliniken in Hamburg. Als erste Uniklinik führte 2008 die Charité dieses Verfahren ein, mittlerweile ist es deutschlandweit in Krankenhäusern aller Versorgungsstufen und Trägerschaften weit verbreitet. Es kann davon ausgegangen werden, dass ca. 20 % aller Notaufnahmen Deutschlands das MTS einsetzen.
In Österreich wird das MTS beginnend 2009 im Universitätsklinikum Graz in zahlreichen Krankenhäusern angewendet.
In der Schweiz ist das MTS seit Ende 2011 in den Spitälern Schaffhausen und dem Stadtspital Triemli in Zürich etabliert und verbreitet sich insbesondere in der deutschsprachigen Schweiz schnell.

## Entwicklung
Das Manchester-Triage-System wurde von der Manchester Triage Group (MTG) entwickelt. Sie gründete sich im Jahr 1994 aus Mitarbeitern des ärztlichen und pflegerischen Dienstes aus der Notfallversorgung der acht Krankenhäuser des NHS in Manchester mit dem ausdrücklichen Ziel, einen Konsens zwischen Notfallmedizinern und Pflegekräften zu den Standards der klinischen Triage zu entwickeln.
1994 gab es in den Krankenhäusern Großbritanniens unterschiedliche Schemata zur Festlegung von Behandlungsprioritäten. Diese basierten zum einen auf unterschiedlichen Merkmalen, hingen vom persönlichen Empfinden der Triagekraft ab und hatten zum anderen unterschiedliche Zeitfenster. Auch die Anzahl der möglichen Stufen der Eingruppierung variierte.
Die Erkenntnis der Notwendigkeit eines einheitlichen Schemas entstand vor dem Hintergrund, einheitliche und verlässliche Versorgungsstandards zu etablieren. Außerdem sollte eine schnelle und einfache, aber aussagefähige Dokumentation möglich sein.
Die MTG sammelte und verglich die lokal etablierten Schemata, anschließend wurden die Gemeinsamkeiten einerseits, die Unterschiede andererseits herausgearbeitet. Auf Grundlage dieser Erkenntnisse fand eine Diskussion statt, an deren Ende ein konsentiertes Modell zur Ersteinschätzung stand. Die Pilotierung erfolgte 1995 in Manchester, ihr folgte sehr schnell eine nationale Verbreitung. Erste internationale Einführungen (Irland, Niederlande) datieren bereits von 1996.
Im Jahr 2005 wurde die überarbeitete und ergänzte 2nd Edition veröffentlicht. Sie berücksichtigt den medizinischen Fortschritt und die Erfahrungen der ersten zehn Jahre der Anwendung, verändert das System und das Herangehen aber nicht grundsätzlich. Mit dem Erscheinen der 2nd Edition wurde eine „International Reference Group“ etabliert. In ihr arbeiten Vertreter aller nationalen Anwendergruppen zusammen und entwickeln das System im Konsens weiter. Diese Form der Zusammenarbeit ist weltweit einzigartig und ein Alleinstellungsmerkmal des Manchester-Triage-Systems. Einmal im Jahr wird sich an wechselnden Orten zu einer gemeinsamen Konferenz getroffen.

## Verfahren
Das Manchester-Triage-System geht von Beschwerdebildern und Leitsymptomen aus. Innerhalb kurzer Zeit wird der Patient beispielsweise nach den Symptomen zu „Lebensgefahr“, „Schmerzen“, „Blutverlust“, „Bewusstsein“, „Temperatur“ und „Krankheitsdauer“ eingeschätzt und entsprechend dieser Einschätzung einer von fünf Stufen der Dringlichkeit zugewiesen.
Diesen Gruppen sind jeweils maximale Wartezeiten zugeordnet, also die Zeitspanne, nach der ein Patient spätestens Arztkontakt haben soll. Die Gruppen sind:
| Gruppe | Bezeichnung    | Farbe  | max. Wartezeit |
| ------ | -------------- | ------ | -------------- |
| 1      | SOFORT         | rot    | 0 Minuten      |
| 2      | SEHR DRINGEND  | orange | 10 Minuten     |
| 3      | DRINGEND       | gelb   | 30 Minuten     |
| 4      | NORMAL         | grün   | 90 Minuten     |
| 5      | NICHT DRINGEND | blau   | 120 Minuten    |

Um die Arbeit des Ersteinschätzenden zu unterstützen, wurden analog zu den typischen Beschwerdebildern Präsentationsdiagramme entwickelt, in denen die möglichen Symptome (als sogenannte Indikatoren) den fünf Dringlichkeitsstufen zugeordnet sind. Diese Diagramme sind mit Begriffen bezeichnet, die die möglichen Beschwerdebilder des Patienten möglichst sinnvoll zusammenfassen. Neben zu erwartenden Diagrammen wie „Asthma“, „Thoraxschmerz“ oder „Wunden“ gibt es auch solche, die auf den ersten Blick irritierend wirken mögen, den Alltag einer Notaufnahme aber treffend widerspiegeln: „Schreiendes Baby“ oder „Besorgte Eltern“.
Jedem Diagramm (Beschwerdebild) und jedem Indikator (Symptom) sind Erläuterungen beigegeben, die Zweifel bei der richtigen Auswahl ausräumen sollen. So soll beispielsweise beim speziellen Indikator „Unpassende Vorgeschichte“ (verwendet beispielsweise im Diagramm „Besorgte Eltern“) der Ersteinschätzende auf die Möglichkeit eines Missbrauchs hingewiesen werden.
Die Durchführung der Ersteinschätzung wird mittlerweile von fast allen großen Krankenhausinformationssystemen (KIS) unterstützt, dies erleichtert der Ersteinschätzungskraft nicht nur die Ersteinschätzung selbst, sondern auch die Dokumentation und spätere Auswertungen.